# Linha do Minho
A Linha do Minho é um corredor ferroviário entre as cidades do Porto e Valença, em Portugal. Foi inaugurado em 6 de Agosto de 1882, com a chegada a Valença. Em 15 de Julho de 1915 foi inaugurada a continuação da Linha do Minho até Monção mas este lanço foi encerrado a 31 de Dezembro de 1989.

## Caracterização

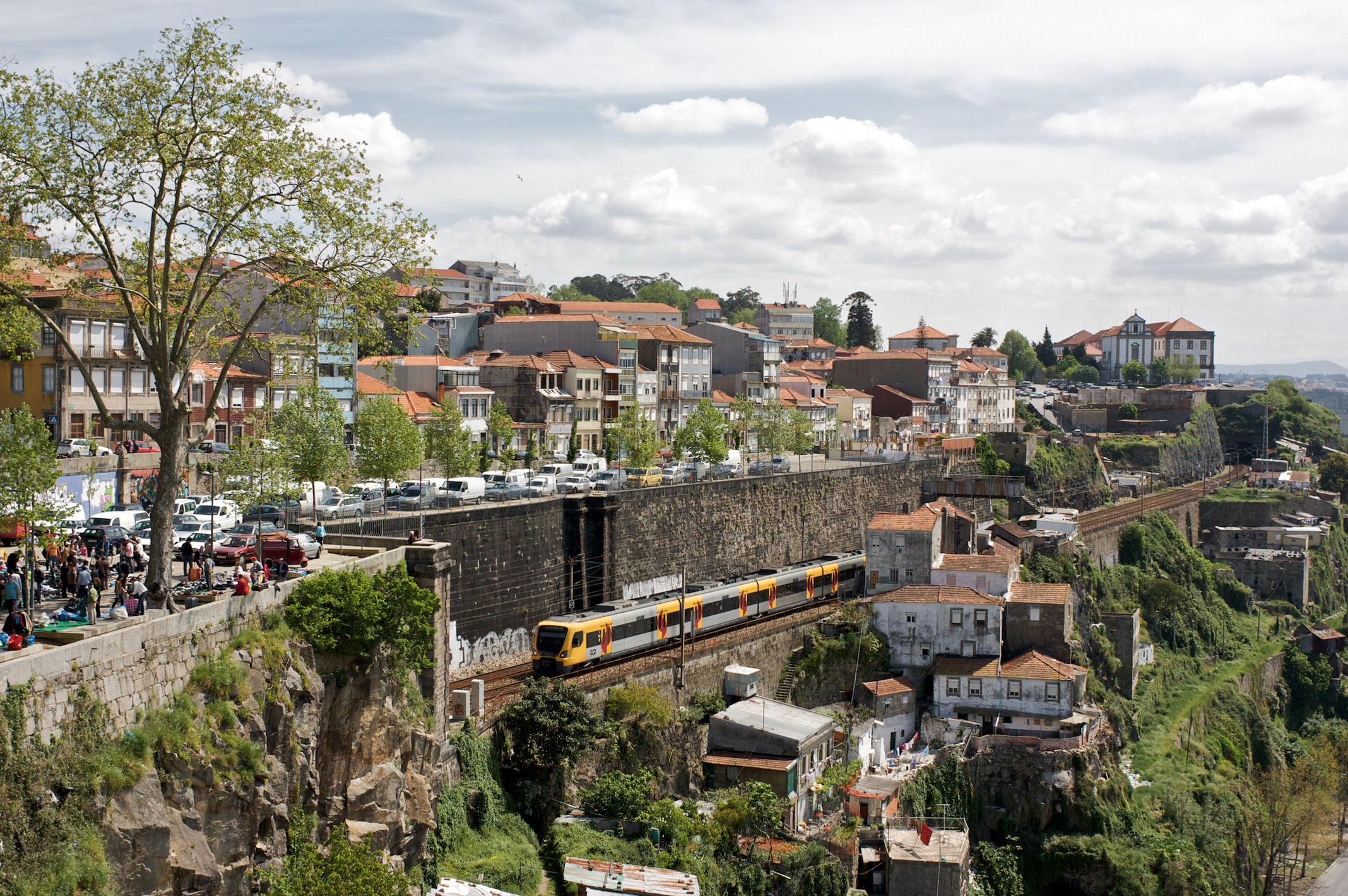
Comboio da CP Porto (Série 3400) circulando nas Fontainhas, entre os túneis de São Bento e Seminário II, junto ao início da Linha do Minho.

No seu auge, a Linha do Minho apresentava um comprimento de cerca de cento e quarenta quilómetros.

### Material circulante e serviços
As automotoras da Série 0400 asseguraram vários serviços ao longo desta linha, como os Regionais, o Comboio Internacional Porto-Vigo, e comboios especiais até a Corunha e Santiago de Compostela.
Actualmente, os serviços Interregionais, regionais e o comboio internacional Celta são maioritariamente efectuados com automotoras a diesel da série 0592 e 0592.2, alugadas à RENFE; enquanto os serviços urbanos do eixo Porto-Braga, que utilizam a Linha do Minho entre Porto-São Bento e Nine, são efectuados por automotoras de tracção eléctrica da série 3400.Em épocas de maior afluência de passageiros, são disponibilizadas composições de locomotiva 1400 e carruagens Corail ou Schindler. Iniciou-se no dia 14 de julho de 2019 o serviço intercidades, que liga a capital portuguesa a Viana do Castelo.

### Variante da Trofa
A variante da Trofa é um troço da Linha do Minho, com aproximadamente 4555 metros de extensão, incluindo um túnel de 1404 metros e um viaduto de 327 metros, construído pela Opway Engenharia para desviar o tráfego ferroviário do centro da Trofa, reduzir o tempo de percurso, aumentar a capacidade neste troço e possibilitar a criação de uma nova estação ferroviária nesta localidade. Todo o antigo traçado foi desactivado, excepto um pequeno troço, que dá ligação ao Ramal Colpor, ainda em uso por composições de mercadorias; o Apeadeiro de Senhora das Dores, que se situava no antigo troço, foi abatido ao serviço. As obras, no valor de 23,4 milhões de euros, duraram cerca de dois anos e meio, gerando vários constrangimentos no tráfego rodoviário e danos nas estradas.

### Fases da construção

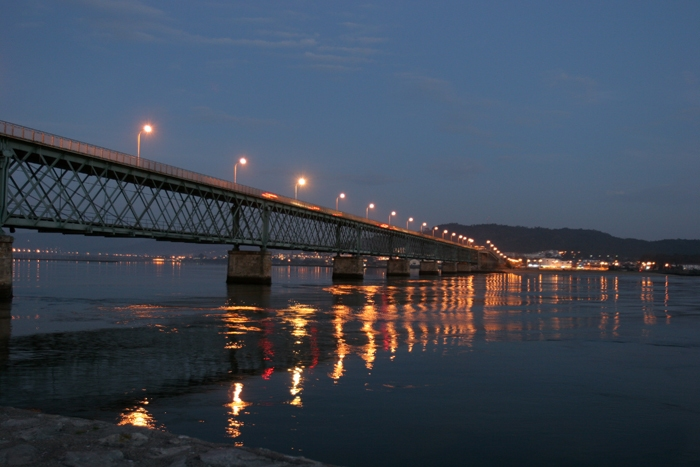
Ponte rodo-ferroviária Eiffel, Viana do Castelo, ao PK 83 da Linha do Minho.

## História

### Fases da construção[11]
| Entre as Estações                | Extensão  | Inauguração           | Encerramento           |
| -------------------------------- | --------- | --------------------- | ---------------------- |
| Porto-São Bento – Porto-Campanhã | 2,618 km  | 8 de Novembro de 1896 |                        |
| Porto-Campanhã – Nine            | 39,003 km | 20 de Maio de 1875    |                        |
| Nine – Barcelos                  | 11,286 km | 21 de Outubro de 1877 |                        |
| Barcelos – Caminha               | 54,387 km | 1 de Julho de 1878    |                        |
| Caminha – S. Pedro da Torre      | 20,829 km | 15 de Janeiro de 1879 |                        |
| S. Pedro da Torre – Valença      | 4,264 km  | 6 de Agosto de 1882   |                        |
| Valença – Lapela                 | 10,519 km | 15 de Junho de 1913   | 31 de Dezembro de 1989 |
| Lapela – Monção                  | 5,929 km  | 15 de Julho de 1915   | 31 de Dezembro de 1989 |

### Planeamento
Já durante o planeamento da continuação da Linha do Leste até à fronteira com Espanha, em 1856, o rei D. Pedro V defendeu que, em vez de fazer a união fronteiriça por Elvas e Badajoz, deveria ter sido realizada por Vigo, passando pelo Porto; argumentou que este traçado ficaria mais próximo da fronteira francesa, do que a passagem por Badajoz. Em 1867, o governo português apresentou às Câmaras, após ter feito vários estudos, os planos para vários caminhos de ferro em bitola ibérica, que iriam ligar a cidade do Porto a Braga, à fronteira com Espanha no Minho, e ao Pinhão. No entanto, não obstante o apoio do próprio governo e das populações, só em 14 de Julho de 1872 é que foi decretado o início da construção da Linha do Minho, e a realização de estudos sobre a Linha do Douro. A Linha do Minho era considerada uma das linhas fundamentais no Norte de Portugal, devido à elevada densidade populacional e empresarial nas regiões que iria servir conterem uma elevada densidade populacional e empresarial.

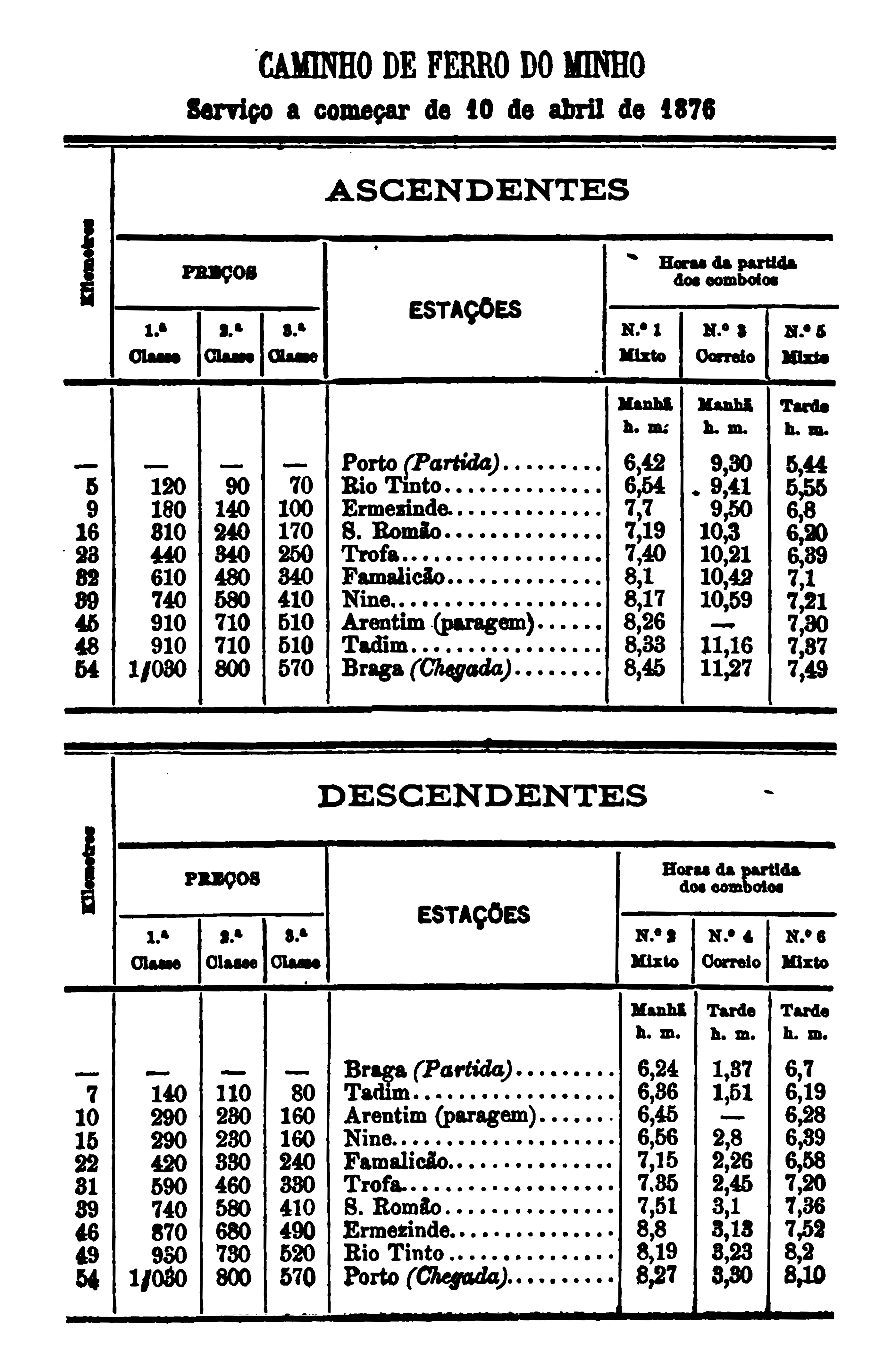
Horários da Linha do Minho e do Ramal de Braga em 1876

### Construção até Braga e Valença e ligação às linhas do Norte e da Póvoa
A linha foi construída na sua totalidade pelo governo, tendo as obras sido inauguradas em 8 de Maio de 1872. O primeiro lanço, até Nine, foi aberto à exploração em 20 de Maio de 1875, com conjunto com o Ramal de Braga, tendo a linha chegado a Barcelos em 21 de Outubro de 1877, a Caminha no dia 1 de Julho de 1878, a São Pedro da Torre em 15 de Janeiro de 1879, e até Valença em 6 de Agosto de 1882.
Em 5 de Novembro de 1877, foi inaugurado o lanço da Linha do Norte entre Vila Nova de Gaia e Campanhã, permitindo a ligação entre as vias a Norte do Douro à restante rede nacional. Em 1881, a Linha do Porto à Póvoa foi ligada à Estação de Famalicão, na Linha do Minho, unindo esta localidade ao Porto, através da Póvoa de Varzim.

### Ligação à rede espanhola e construção da Estação de São Bento
A Ponte Rodo-Ferroviária de Valença, que passava a fronteira sobre o Rio Minho, começou a ser construída em 1885, tendo sido inaugurada em 25 de Março de 1886, estabelecendo a ligação com a rede ferroviária espanhola na Galiza através do Ramal Internacional de Valença.
Até à construção da Estação de São Bento, a principal interface ferroviária do Porto era a Estação de Campanhã, apresentando, nos finais do século XIX, um movimento anual de 750 000 passageiros e 600 000 toneladas; no entanto, situava-se nos subúrbios da cidade, o que criava vários problemas no acesso à estação. Desta forma, começou-se a considerar a construção de uma interface mais próxima do centro da cidade, para trazer mais comodidade para os passageiros, e estimular o comércio. O projecto para o ramal foi apresentado na sessão de 8 de Julho de 1887 da Câmara Municipal do Porto, pelos vereadores José Maria Ferreira e António Júlio Machado, ficando a Estação Central do Porto localizada no local do Mosteiro de São Bento de Avé-Maria. Em 18 de Janeiro de 1888, o ministro das Obras Públicas, Emídio Navarro, autorizou a construção deste caminho de ferro, e, em 5 de Novembro do mesmo ano, foi publicada uma portaria que aprovou o projecto e os correspondentes caderno de encargos e orçamento da Empreitada D, referente ao ramal entre a estação central e Campanhã, incluindo os túneis. As obras começaram em 1890, tendo o ramal sido concluído em 29 de Setembro de 1893, e aberto à exploração em 7 de Novembro de 1896. Inicialmente, a estação consistia apenas em edifícios de madeira provisórios, com um regime de serviços restrito, tendo as obras da estação definitiva começado em 22 de Outubro de 1900, e sido concluídas em 5 de Outubro de 1916.

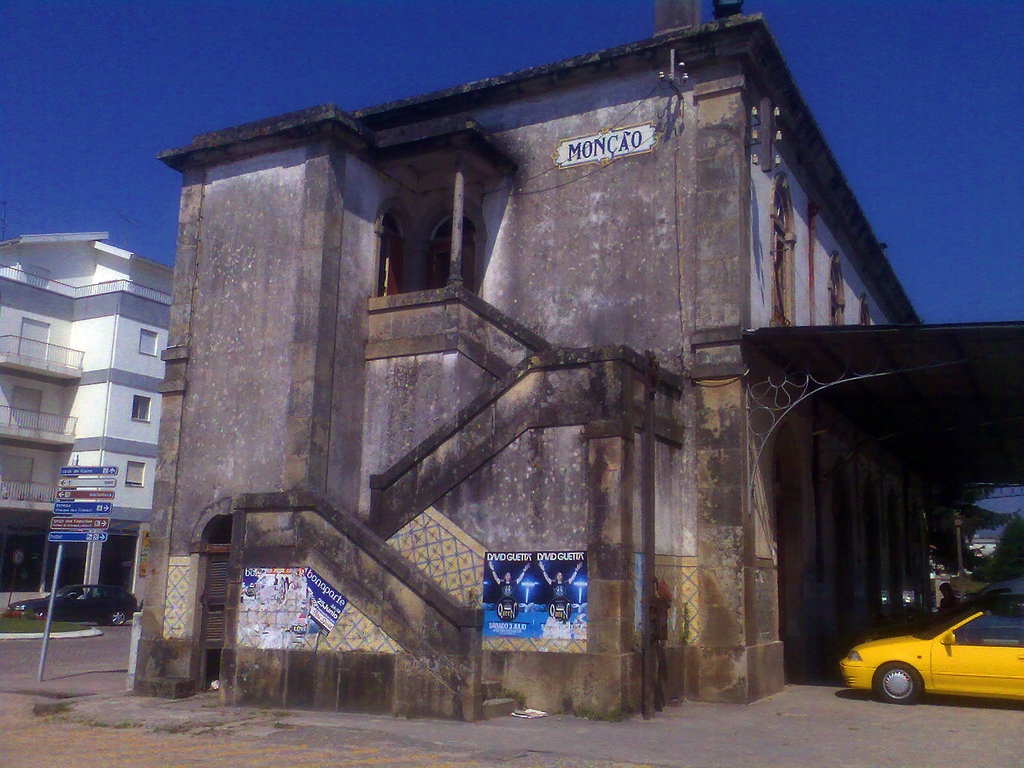
Antiga gare de Monção, em 2010.

### Continuação da linha até Monção
Desde o século XIX que se considerou continuar a Linha do Minho até Monção e Melgaço, devido à presença de fontes de águas termais naquelas duas localidades, e à rica produção agrícola da região. Este prolongamento foi desde logo discutido favoravelmente num relatório de 3 de Julho de 1889. O primeiro projecto para a continuação da Linha do Minho a partir de Valença foi apresentado em 22 de Novembro de 1894, quando foi autorizada a construção de uma via de Carros americanos, com bitola métrica; no entanto, em 11 de Janeiro de 1896, data em que foi concedida a utilização de tracção a vapor, ainda não se tinha iniciado a construção. Com efeito, os concessionários não lograram obter o apoio das autoridades locais, devido aos reduzidos recursos económicos de que estas dispunham, pelo que tentaram encontrar outras fontes de apoio financeiro, sem sucesso. Formou-se então um sindicato de capitalistas, que entregaram o planeamento da linha ao conceituado engenheiro Justino Teixeira. O estudo e o ante-projecto do Caminho de Ferro de Valença a Monsão, como era denominado, apresentava cerca de 45 km de comprimento, previa a ligação directa à Estação de Valença, e antecipava desde logo a hipótese de se utilizar tracção eléctrica, que se considerava mais eficiente e económica. Como forma de financiar as obras, tentaram-se obter fundos a partir de negócios em África, embora também sem resultado. Mesmo assim, os concessionários formaram uma companhia, e apresentaram uma proposta de lei às Câmaras Legislativas, que concedia uma garantia de juro de 5% durante trinta anos, sobre os capitais investidos naquele empreendimento.
Este projecto foi incluído, em bitola ibérica, no Plano Geral da Rede ao Norte do Mondego, datado de 15 de Fevereiro de 1900; no entanto, surgiram vários problemas de planeamento, devido às influências de várias partes locais, que defendiam a construção deste ramal em via reduzida sobre as estradas, de forma a ser classificada de complementar, e desta forma beneficiar de várias vantagens previstas numa lei de 14 de Julho de 1899. Aquele diploma autorizou igualmente o estado a construir aquele ramal por sua conta, caso a concessão da companhia caducasse. Em 14 de Março de 1902, foi aceite um pedido dos concessionários do Caminho de Ferro de Valença a Monsão para ampliar o prazo limite para a construção daquele ramal, até 29 de Março de 1903. Em 16 de Março de 1903, o Ministro das Obras Públicas, Conde de Paçô Vieira, voltou a adiar a data de conclusão, para 29 de Março de 1904.
Uma portaria de 5 de Março de 1904, complementada por um despacho de 27 de Setembro do mesmo ano, ordenou a realização dos estudos para a construção em via larga, e um despacho de 30 de Setembro prescreveu a autorização para a linha dos carros americanos, por ter já sido terminado o último prazo para o seu início. As portarias de 11 de Outubro de 1905 e de 1 de Abril de 1911 aprovaram os projectos e os correspondentes orçamentos para o lanço entre Valença e Monção, e para a estação nesta localidade, tendo a primeira parte, entre Valença e Lapela, sido aberta em 15 de Junho de 1913; o ramal foi concluído com a chegada a Monção, em 15 de Julho de 1915.

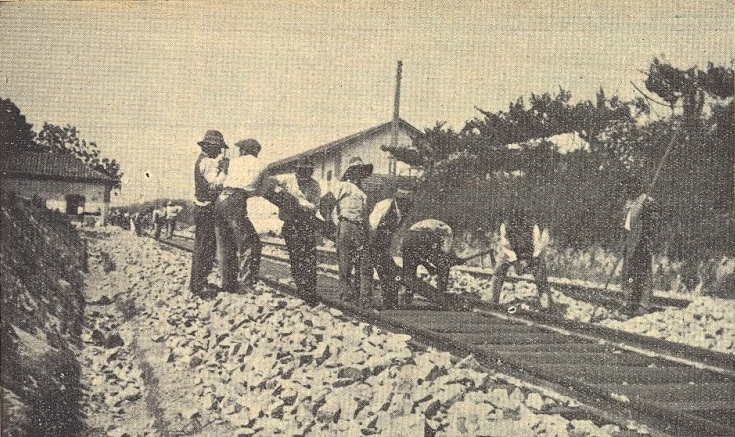
Obras de duplicação da via entre Ermesinde e Contumil.

### Século XX
Na transição para o século XX, o tipo de carril dominante nas linhas do Douro e Minho era do tipo vignol de aço, de 30 kg/m, e usava-se junta apoiada, com as travessas intermédias espaçadas em aproximadamente 90 cm. Em teoria, o trabalho do carril deveria ser de 10,8 Kg/m, mas na realidade este valor era por vezes muito ultrapassado. Devido ao elevado esforço a que o carril era obrigado, a Direcção do Porto e Minho propôs que o peso do carril fosse aumentado para 36 kg/m, tendo-se igualmente alvitrado o alongamento dos carris para doze metros, ficando, assim, o carril com um peso de 36,4 kg por metro. As travessas também deveriam passar a ser espaçadas 95 cm entre si, reduzindo o trabalho a 7,9 kg/m. Os novos carris possuíam almas e sapatas mais espessas e mais largas, mas a cabeça de dimensões iguais aos carris de 30 Kg, para facilitar a ligação entre os dois tipos. A proposta foi aceite por um despacho ministerial de 1 de Abril de 1901, tendo o novo material sido adquirido por concurso. A via foi desde logo substituída entre as Estações de Campanhã e Ermesinde, tendo os restantes troços nas Linhas do Douro e Minho sido gradualmente renovados.
Nos inícios do século XX, a Linha do Minho era uma das mais atingidas pelos atentados contra os comboios, como tiros e lançamento de pedras contra as composições em marcha, e sabotagem da via com vista a provocar descarrilamentos. Em finais de 1902, já tinha sido enviado, ao Conselho Superior de Obras Públicas, o anteprojecto para a Estação de Contumil, ao quilómetro 2,5 da Linha do Minho, que serviria de entroncamento entre este caminho de ferro e o Ramal de Leixões, e de apoio oficinal a Campanhã; estava igualmente prevista a duplicação da via entre estas duas estações. Em Fevereiro de 1903, previa-se que as obras de duplicação de via principiassem em poucos meses, logo após a conclusão da ultima empreitada de terraplanagens na Estação de São Bento.
Em 1971, começou a circular por esta linha o TER Corunha - Porto, que logo no ano seguinte foi encurtado de Corunha para Vigo; este serviço durou até 1976, ano em que esta ligação passou a ser realizada por automotoras dos Caminhos de Ferro Portugueses.
O troço entre Monção e Valença foi encerrado em 31 de Dezembro de 1989, medida que o edil desta última localidade, Mário Pedra, considerou à época não ter «grande relevância» para a população.

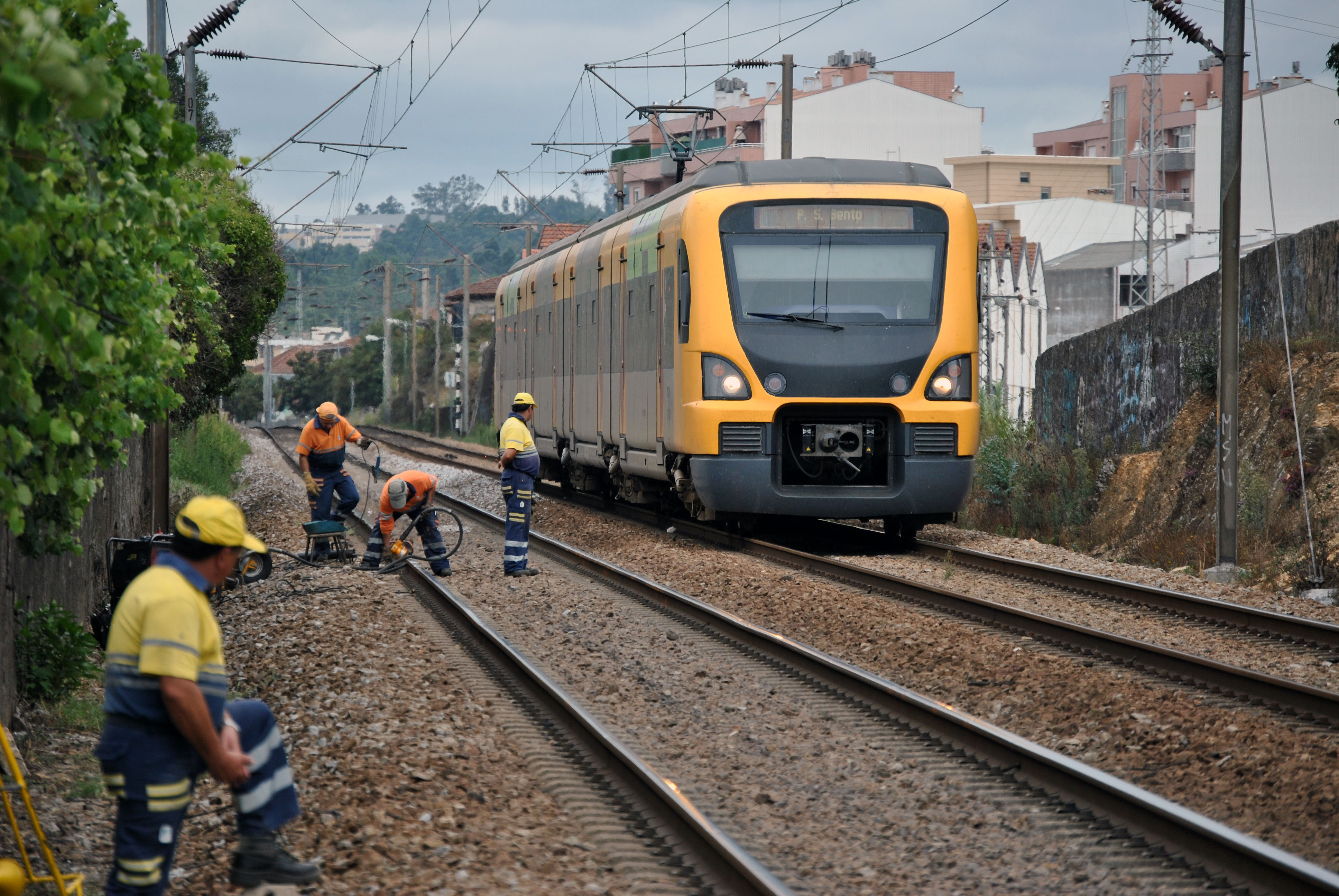
Obras na via junto a Rio Tinto, em 2010.

### Século XXI
Em 2004, o troço entre Valença e Monção foi reconvertido numa ecopista – a ecopista do Rio Minho – num empreendimento conjunto das autarquias de Valença e Monção, com a cooperação da Rede Ferroviária Nacional, que integrou igualmente a recuperação de várias estações e apeadeiros para fins culturais, ou para apoio aos utentes da ecopista.
Em 2007, o presidente da Câmara Municipal de Vila Nova de Gaia comparou favoravelmente as condições de algumas estações da Linha do Minho (não especificando quais) com as da estação de Gaia-Devesas.
A Infraestruturas de Portugal anunciou em 29 de fevereiro de 2016 ter aprovado a empreitada de eletrificação da Linha do Minho, no troço entre Nine e Viana do Castelo. O lançamento do concurso foi publicado em Diário da República em 1 de março de 2016. O valor base do concurso foi de 21,5 milhões de euros, que pagou a "eletrificação do troco Nine (exclusive) / Viana do Castelo (inclusive), numa extensão total de 43,6 quilómetros, a execução de estações técnicas e de trabalhos de adequação e melhoria das condições de exploração".
A electrificação do troço entre Nine e Viana do Castelo da Linha do Minho foi consignada em 30 de janeiro de 2017. Custou 16 milhões e deveria ficar concluída no terceiro trimestre de 2018. No total, as obras de modernização e electrificação da Linha do Minho entre Nine e Valença vão custar 83,2 milhões de euros, tendo sido originalmente prevista a sua conclusão em inícios de 2020. A eletrificação da Linha do Minho faz parte do programa de investimentos Ferrovia 2020, criado para ampliar e modernizar a rede ferroviária portuguesa. O troço eletrificado de Nine a Viana do Castelo foi inaugurado em 14 de julho de 2019.
No final de março de 2021, foi certificada a eletrificação do troço entre Viana do Castelo e Valença, circulam comboios de tração elétrica. A fase de construção civil (modernização e eletrificação) acabou no final de 2020, início de 2021, tendo sido iniciada a fase de testes. Em 25 de Abril iniciaram-se os serviços até Valença com material electrificado, mas a inauguração oficial só se deu no dia seguinte, com a presença do primeiro-ministro, António Costa. A introdução dos comboios eléctricos foi bem recebida pelos passageiros, que consideram o novo material como mais silencioso e confortável do que as antigas automotoras a gasóleo.

### Alta Velocidade
Na década de 2000, previu-se o aproveitamento de parte da Linha do Minho para a linha de alta velocidade Porto-Vigo. Numa primeira fase aproveitar-se-ia a linha do Minho até Nine, e daqui seguir-se-ia pelo Ramal de Braga; de Braga para Norte a linha seguiria através de um trajecto novo a construir de raiz ligando a Valença e seguindo depois até Vigo.
Para este projeto, tornava-se necessário resolver alguns constrangimentos existentes na linha do Minho, estando planeada a quadruplicação da linha entre Porto-Campanhã e Ermesinde para possibilitar um aumento na velocidade comercial nesta linha e eliminar constrangimentos entre comboios devido à falta de canais. A obra prevista começar em 2024 vai custar 120 milhões de euros.

## Leitura recomendada
- Variante da Trofa. Lisboa: Rede Ferroviária Nacional E. P. 2010. 106 páginas. ISBN 978-972-98557-7-1
- Linha do Minho. Lisboa: Rede Ferroviária Nacional E. P. 2004. 43 páginas
- Linha do Minho / Ramal de Braga (Catálogo de Obra). Lisboa: Rede Ferroviária Nacional E. P. 2004
- Linha do Minho - Ponte Eiffel sobre o Rio Lima. Lisboa: Rede Ferroviária Nacional E. P. 2007
- CERVEIRA, Augusto; CASTRO, Francisco Almeida e (2006). Material e tracção: os caminhos de ferro portugueses nos anos 1940-70. Col: Para a História do Caminho de Ferro em Portugal. Volume 5. Lisboa: CP-Comboios de Portugal. 270 páginas. ISBN 989-95182-0-4
- DAHLSTRÖM, Marc (1989). Vapeur Au Portugal (em francês). [S.l.]: Edição do autor. 176 páginas. ISBN 2950249930
- LOPES, Ernâni Rodrigues (2001). De 1974 a 1986: o prelúdio às transformações do final do séc. XX. Col: Para a História do Caminho de Ferro em Portugal. Volume 3. Lisboa: Caminhos de Ferro Portugueses. 269 páginas. ISBN 972-97046-4-3
- MARISTANY, Manolo (1974). Carrilets de España y Portugal (em espanhol). Volume 2 de 2. [S.l.]: J.M. Casademont
- MARTINS, João Maria de Oliveira (1996). A Questão Ferroviária. Col: Para a História do Caminho de Ferro em Portugal. Volume 1. Lisboa: Caminhos de Ferro Portugueses. 210 páginas. ISBN 972-97046-1-9
- MÓNICA, Maria Filomena;  et al. (1999). Estudos Históricos. Col: Para a História do Caminho de Ferro em Portugal. Volume 2. Lisboa: Caminhos de Ferro Portugueses. 168 páginas. ISBN 972-97046-3-5
- WALKER, John R. (2005). Broad Gauge Steam Locomotives of Portugal (em inglês). [S.l.]: Hartshead Publishing. 103 páginas. ISBN 0955174805